# Sinfonia concertante
A sinfonia concertante (symphony concertante) zenei műfaj, melyben szólóhangszerek csoportja és a zenekar „versenyez” a témák megszólaltatásában. A többtételes sinfonia concertante a barokk kor concerto grossójának a 18. századvégi megújult formában való folytatása a klasszikus szimfónia kialakulása után és részben annak hatása alatt is. A sinfonia concertante forma részben magábafoglalja a concertót és a szimfóniát, egy concerto, azaz egy versenymű, ahol a szólisták kiemelkednek a zenekarból, ugyanakkor tekinthető egy szimfóniának is, melyben a szólisták egyúttal a zenekar részei is. A sinfonia concertante műfaja főképp a klasszikus korban volt kedvelt, ugyanakkor a romantikus kor kettős- és hármasversenyeinek elődje is, de a 20. századi zeneszerzők is komponáltak ebben a formában.

## Klasszikus kor

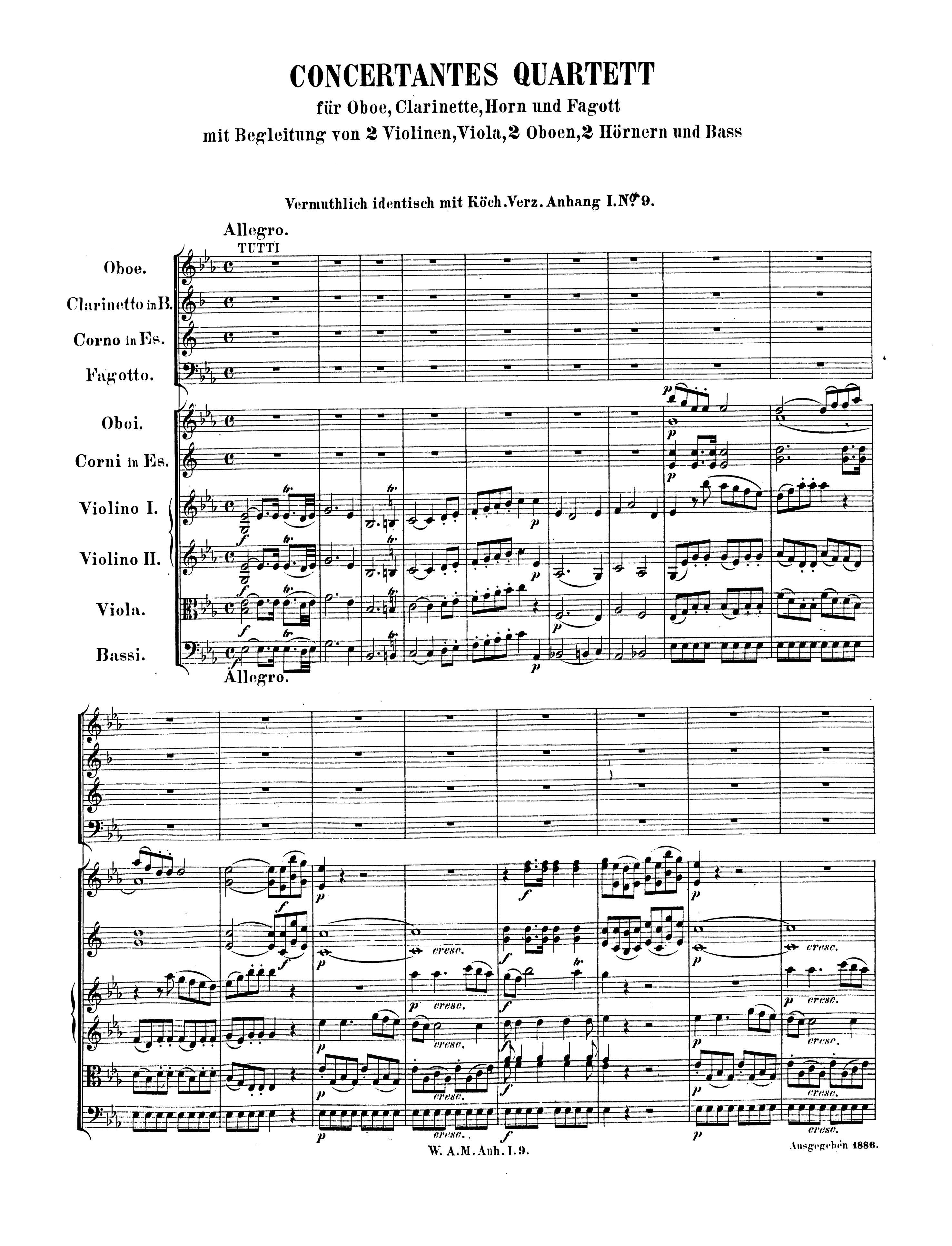
W. A. Mozart Esz-dúr simfonia concertante oboára, klarinétra, kürtre és fagottra (K. 297b), a nyitótétel elejének partitúrája

A műfaj virágkorát a klasszikus korban élte, de már a kora klasszikus zeneszerzők, a mannheimi iskola mesterei is számos művet komponáltak ebben a formában.
A mannheimi mesterek közül főleg Christian Cannabich és Carl Stamitz komponáltak számos sinfonia concertantét. Johann Christian Bach pedig a mannheimi műhelyt megismerve az 1770-es évektől kezdett el sinfonia concertantékat írni, ezekben a szólóhangszerek száma kettőtől kilencig változik, a zenekarban pedig minden esetben legalább két pár fúvós hangszer is szerepel. Johann Christian Bach sinfonia concertantéi általában háromtételesek, csak körülbelül egyharmaduk kéttételes. Joseph Haydn és Mozart művei között is felbukkan, Mozart hegedűre, brácsára és zenekarra írt Esz-dúr sinfonia concertantéja (K. 364) egyik gyönyörű kompozíció ebben a műfajban, és a fúvós Esz-dúr sinfonia concertantéja (K. 297b) is, melyet oboára, klarinétra, kürtre és fagottra komponált, de Joseph Haydn hegedűre, csellóra, oboára és fagottra komponált B-dúr sinfonia concertantéja (Hob. I:105) is megemlíthető az ismert klasszikus sinfonia concertanték között.
A többtételes sinfonia concertante formailag a kora klasszikus mannheimi iskola mesterei által kifejlesztett, az egy tétel belső formarendjét jelentő szonátaformával is rokon, azaz tételei egy-egy műben már szonátaformában írodtak, de megőrzi a solo és tutti és a concertino és a concerto grosso jellegzetességét is, azaz leggyakrabban kettő vagy négy hangszer concertálását a tutti zenekarral. Ugyanakkor a szóló részekben nagyobb mértékben kiemeltek a szólóhangszerek, mint a barokk kor concerto grossóiban.
A klasszikus kor sinfonia concertantéi megelőzik a később ebből kialakult kettős- és hármasversenyeket, melyre példa Beethoven hármasversenye (op. 56).

## Romantikus kor
Beethoven hegedűre, csellóra és zongorára komponált C-dúr hármasversenye (op. 56), és Johannes Brahms hegedűre és csellóra írt a-moll kettősversenye (op. 102) szintén részben ebbe a műfajba sorolható, bár a darabokra ekkor már nem használják a sinfonia concertante elnevezést.

## 20. század
A 20. században is felbukkannak ebben a műfajban komponált jelentős művek, William Walton 1927-ben befejezett zongorára és zenekarra írt Sinfonia concertantéja többek között, bár itt csak egy szólóhangszer concertál a zenekarral - az elnevezés inkább a szólózongorához képest a zenekar jelentőségére utal -, de komponált 1937-ben Wilhelm Furtwängler is szimfonikus concertót, ahol szintén csak egy szóló hangszer szerepel a  h-moll zongorára és zenekarra írt művében, az elnevezésében szintén inkább a zenekar jelentős szerepére utalva, de Prokofjev is a csellóra és zenekarra írt e-moll szimfonikus concertójában (op. 125.) valószínűleg hasonló okkal élt a szimfonikus concerto elnevezéssel.

## Média
- W. A. Mozart Esz-dúr sinfonia concertante oboára, klarinétra, kürtre és fagottra (K. 297b) a YouTube-on.
- Carl Stamitz D-dúr sinfonia concertante hegedűre, brácsára és zenekarra a YouTube-on.
- Joseph Haydn Sinfonia concertante hegedűre, csellóra, oboára, fagottra és zenekarra (Hob.I:105) a YouTube-on.